# سد كاراكايا
سد كاراكايا (بالتركية: Karakaya Barajı) هوسد مائي يُعد واحدا من 21 سدًا أُنشئت في تركيا ضمن إطار مشروع جنوب شرق الأناضول في تركيا، وقد أُنشئ على نهر الفرات واكتمل بناؤه في عام 1987. يُستخدم السد لتوليد الطاقة الكهرومائية من خلال ست وحدات توليد، تبلغ قدرة كل منها 300 ميغاواط، ليصل إجمالي القدرة المركبة إلى 1,800 ميغاواط.

## النزاع مع العراق وسوريا
يُعد نهر الفرات مصدرًا مائيًا مهمًا لكل من سوريا والعراق، وقد أثار بناء سد كاراكايا مخاوف لدى البلدين بشأن تقليص حصتهما من المياه، ضمنت المعاهدات المبرمة تدفّقًا أدنى للمياه عبر السد لا يقل عن 500 متر مكعب في الثانية (18,000 قدم مكعب في الثانية). ففي يوليو 1984، وقّعت تركيا والعراق بروتوكولًا يضمن هذا المعدل من التدفق، دون أن يشمل سوريا. وفي يوليو 1987، وُقّعت اتفاقية مماثلة مع سوريا، تلتها مفاوضات إضافية في مارس 1991.

## إعادة التوطين القسري
أدى بناء سد كركايا في عام 1987 إلى إعادة توطين قسري لأكثر من 30,000 شخص.